# INFOLOG (Software)
INFOLOG war in den 1980er und 1990er Jahren eine Kommunikationssoftware. Dieser allgemein klingende Begriff wurde damals als Fachbegriff aufgefasst. INFOLOG war daher auch eine Software für Profis der IuD-Branche (Information und Dokumentation). Eine Kommunikationssoftware war noch vor den Zeiten des World Wide Web und Webbrowsern speziell auf die Kommunikation mit kommerziellen Online-Datenbanken bei Datenbankhosts wie DIALOG und STN Internationalausgerichtet, basierend auf Datex-P und Telnet, optimiert für das Information Retrieval. INFOLOG arbeitete hostunabhängig. Es gibt die Software heute noch. Während sie zwischenzeitlich INFOLOG 2000 hieß, ist sie heute als 'Info Log' anzufinden. 
Bei der Software, die früher als Kommunikationssoftware benannt wurde, handelt es sich um komfortable, wenn auch nüchtern aussehende Fachprogramme, die sich automatisch in die Online-Datenbanken der Hosts einloggen, vorher vorbereitete Suchanfragen, die oft mehrere Zeilen lang sind und in speziellen Abfragesprachen (Retrievalsprache) 
wie z. B. Messenger geschrieben werden, innerhalb kürzester Zeit abarbeiten und alle Aktionen und Ergebnisse mitprotokollieren. Eine solche Datenbankabfrage wird oft lange Zeit durch Recherchen von Worten und Synonymen in Kenntnis der jeweiligen Datenbanken vorbereitet, bevor sie dann meist innerhalb von Sekunden ausgeführt wird. Jede Minute Suche in einer Online-Datenbank kostet Verbindungsgebühren. 
INFOLOG wurde ursprünglich von der seit 1983 aktiven IuK Rieth GmbH in Freiburg hergestellt und angeboten, die auch die anderen Spezialprodukte Infotrans, Infoscope und Info CD entwickelte. Später wurden die Produkte von der Firma Ever in München angeboten. Heute ist die Firma infoapps GmbH für diese Programme verantwortlich. 
Alternative Kommunikationsprogramme für die Kommunikation mit Datenbank-Hosts waren PROCOMM, TELIX und GENESYS.